# 太阳星虫属
太阳星虫属（学名：Heliaster）是光眼虫科的一属。

## 下属物种
本属包括以下物种：
- 太阳星虫 Heliaster hexagonium Hollande et Enjumet,1960